# White Space Management
White Space Management oder Leerraumverwaltung ist die Nutzung typografischen Leerraums (engl. white space) bei der Weitergabe von Information.
Das White Space Management zielt darauf ab, dass Menschen beispielsweise Rechnungen oder Kontoauszüge mit höherer Wahrscheinlichkeit beachten als andere Mitteilungen; wie Werbemittel. Beim White Space Management werden leere Flächen in der regelmäßigen Kommunikation, beispielsweise von Unternehmen,  genutzt um gezielt Informationen weiterzugeben. Die dabei eingesetzten Inhalte haben meist werblichen Charakter und sind auf Kunden und deren Kaufverhalten abgestimmt. Das White Space Management ist eine Kommunikationsart des Direktmarketing und setzt gutes Customer-Relationship-Management (CRM) voraus.